# Rafting

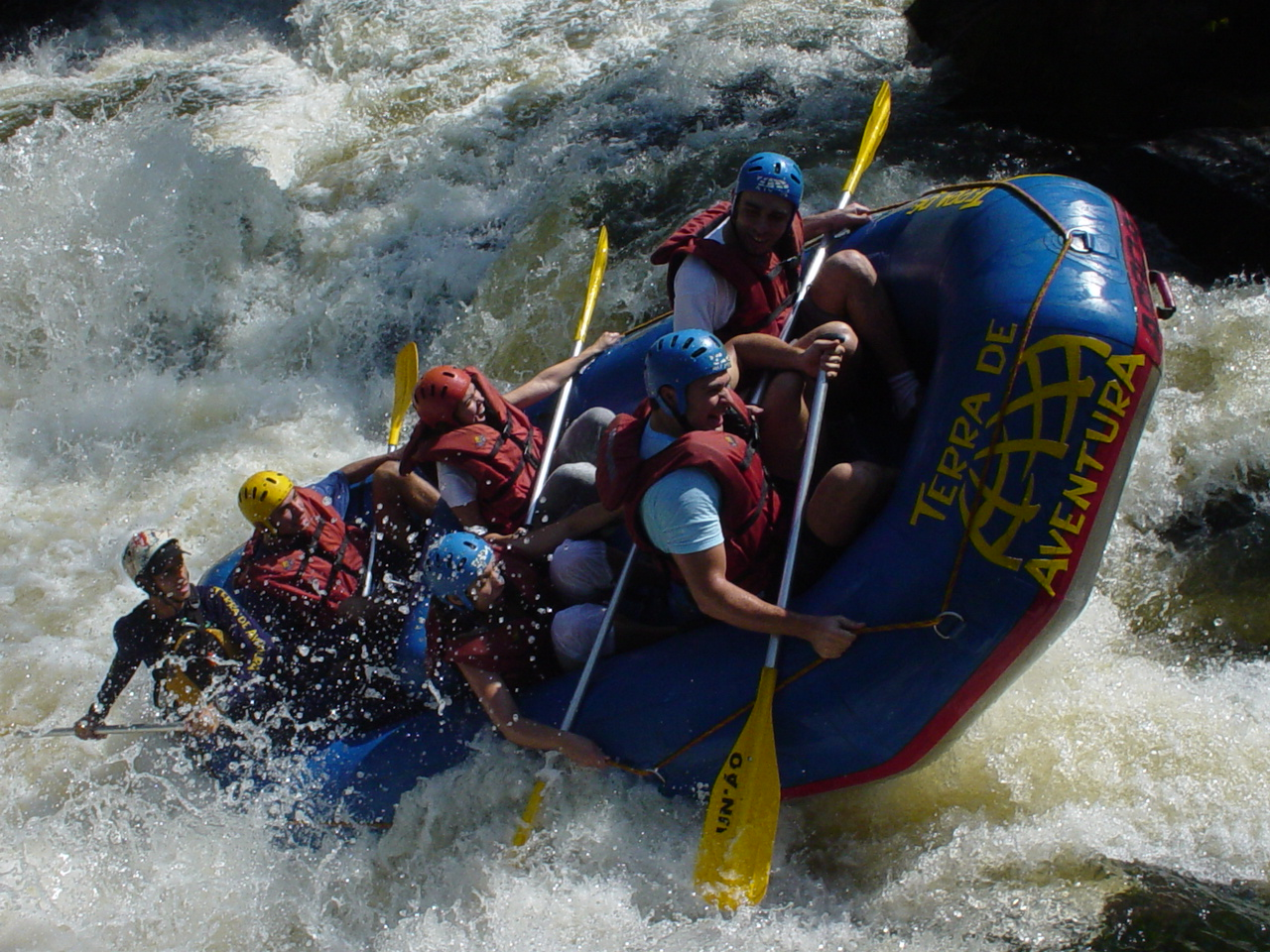
Rafting w Brazylii

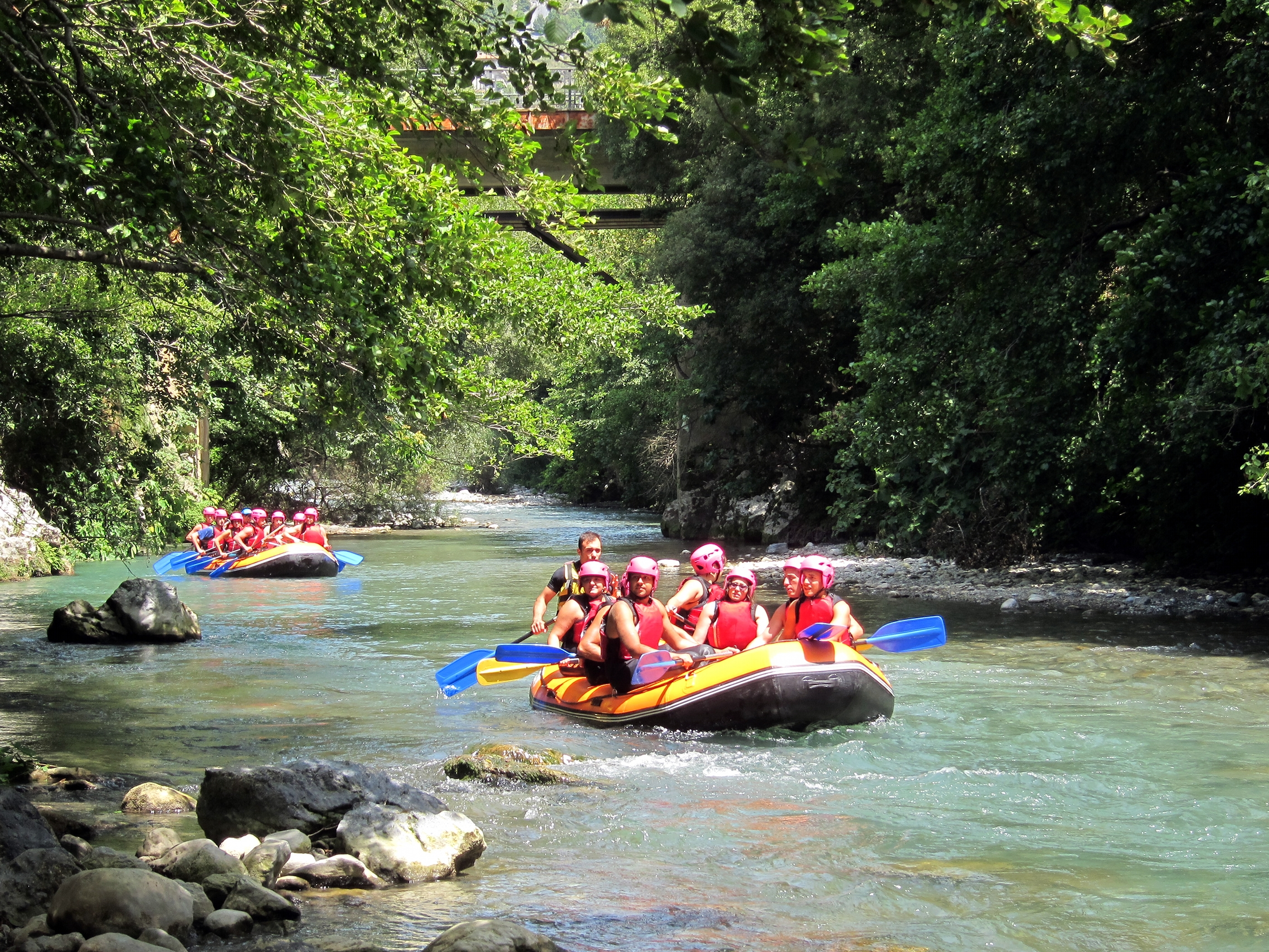
Rafting na rzece Lao w Kalabrii, Włochy

Rafting – turystyczna odmiana flisu (spływu) rzecznego, do której używa się różnych rodzajów tratw, łodzi, pontonów, kajaków itp. (mogą być kulturowo charakterystyczne dla regionu). Rafting oferuje się na wodach śródlądowych o różnym stopniu trudności. Od połowy lat 80. XX wieku jako usługa turystyczna wypromowana i identyfikowana globalnie.

## Rafting w Polsce
Na górskich terenach Polski można znaleźć rzeki i strumienie nadające się do raftingu, jednak zdecydowanie najpopularniejszym wyborem jest Dunajec. Z klasycznego spływu flisackiego w sezonie wakacyjnym 2021 skorzystało rekordowe 265 tysięcy turystów.

### Najpopularniejsze trasy spływów Dunajcem[2]
- Sromowce Niżne – Szczawnica (15,5 km, czas trwania spływu ok. 2 godz.),
- Sromowce Niżne – Tylmanowa (30 km, rafting trwa do 4 godz.),
- Szczawnica – Tylmanowa (15 km, trwa ok. 2 godz.),
- Nowy Targ – Czorsztyn (14 km, ok. 2 godz.).